# 칭골라

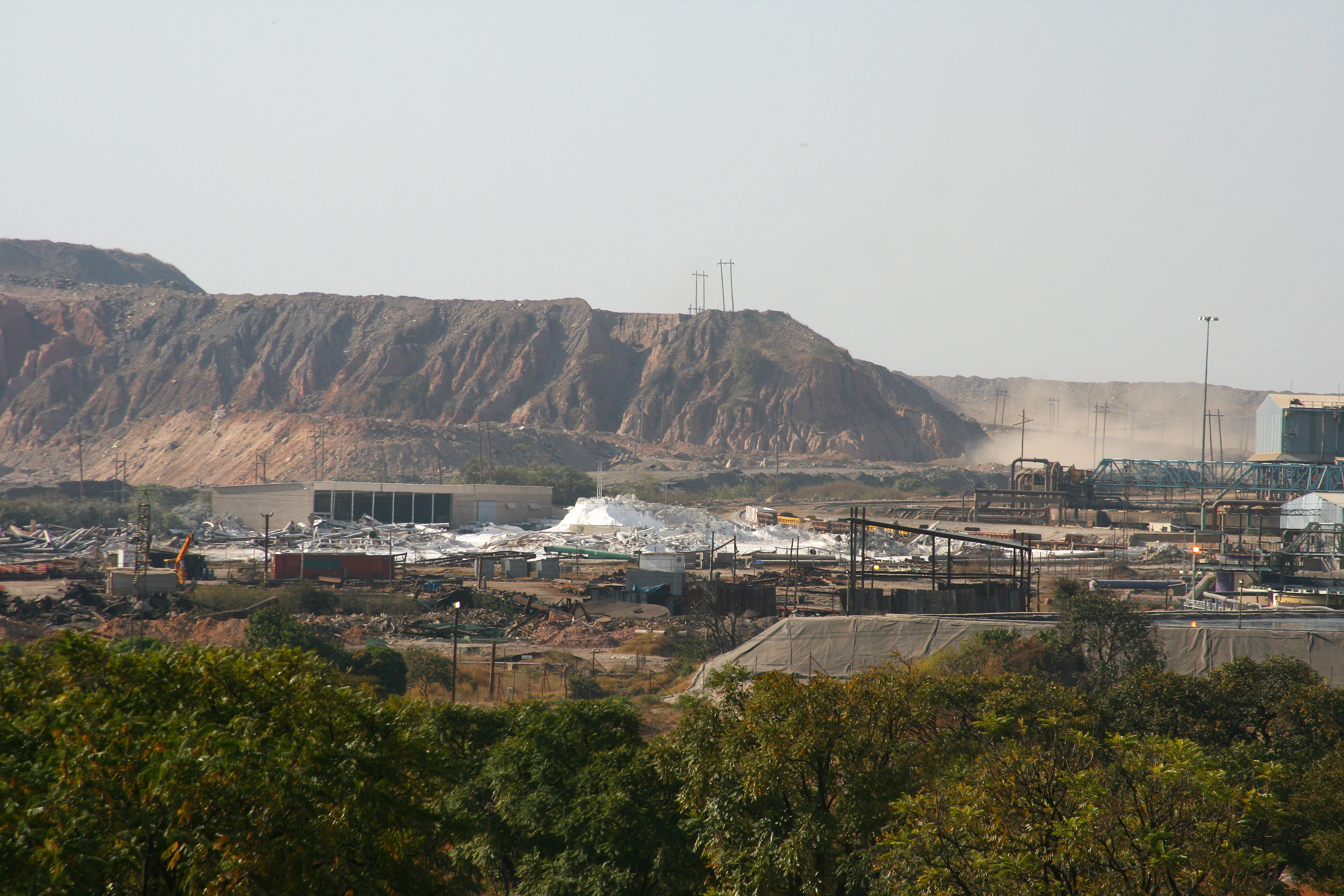

칭골라(Chingola)는 잠비아의 도시로, 인구는 157,340명(2008년 기준)이다. 코퍼벨트 주 북부와 해발 1,363m에 달하는 고원 지대에 위치하며 세계에서 두 번째로 큰 노천 광산인 은창가 구리 광산이 있다. 주요 산업은 구리 채굴과 제련이며 키트웨를 연결하는 철도와 콩고 민주 공화국 루붐바시를 연결하는 도로가 지나간다.